# Mode Photo
Le mode Photo est une fonctionnalité présente au sein du jeu vidéo.
Auparavant, la capture d'une image est parfois la mécanique principale d'un jeu comme pour Pokémon Snap (1999), Project Zero (2001) ou Toem (2021). D'une autre manière, il s'agit d'un élément de gameplay optionnel ou non, comme dans Dead Rising (2006) et BioShock (2007). Parmi ces exemples, la qualité d'un cliché, déterminée en fonction des critères d'un programme, permet d'augmenter les statistiques du joueur.
L'intégration du mode Photo dans un jeu explose au cours de la huitième génération de console (PlayStation 4, Xbox One, Nintendo Switch), alors que l'amélioration de la puissance des consoles de salon permet de réaliser des graphismes qui évoluent et tendent vers un photo-réalisme,[réf. nécessaire]. Le mode Photo est alors particulièrement associé aux jeux vidéo à gros budget en monde ouvert.
Dès lors, le mode Photo permet au joueur de figer l'action d'un jeu (lorsque celui le comprend) et de manipuler la caméra via la manette de jeu ou la souris afin de réaliser des captures d'écran,. Il peut les retravailler de la même manière que la photographie via des outils de création (déplacement libre de la caméra, ajout de filtres et d'effets, changements d'angles, de perspectives, d'exposition, de luminosité, etc). Enfin, le joueur peut actionner le déclencheur de l’appareil photo virtuel et télécharger la prise de vue du jeu. Selon Jeuxvideo.com, le mode Photo est devenu un outil de communication et de marketing pour les professionnels du milieu. D'une seule touche sur la manette, le joueur effectue la photographie d'un jeu et peut la stocker dans le disque dur de sa console. De plus, avec l'avènement des réseaux sociaux, le joueur peut partager son cliché via les réseaux sociaux.

## Liste non exhaustive de jeux vidéo avec un mode Photo
- A Plague Tale: Innocence
- Assassin's Creed Odyssey[5]
- Assassin's Creed Origins[6],[7]
- Batman: Arkham Knight[8]
- Borderlands 3[9]
- Control[10]
- Death Stranding[11]
- Devil May Cry 5[12]
- Driveclub[13]
- Far Cry 5[14]
- Final Fantasy 14[15]
- Forza Horizon 4[16]
- God of War[17],[18]
- Ghost of Tsushima[19]
- Gran Turismo Sport[20]
- Hellblade: Senua's Sacrifice
- Horizon Zero Dawn[21],[22]
- infamous: First Light[23]
- infamous: Second Son[24]
- La Terre du Milieu : L'Ombre du Mordor[25]
- Marvel's Spider-Man[26]
- Mirror's Edge Catalyst[27]
- Need for Speed[28]
- No Man's Sky[29]
- Rage 2[30]
- Ratchet and Clank[31]
- Red Dead Redemption 2[32],[33]
- Shadow of the Colossus[34]
- Super Mario Odyssey[35]
- The Last of Us[36]
- The Order: 1886[37]
- Tom Clancy's The Division 2[38]
- Uncharted 4[39],[40]